# Rochejean
Rochejean ist eine französische Gemeinde mit 748 Einwohnern (Stand: 1. Januar 2022) im Département Doubs in der Region Bourgogne-Franche-Comté.

## Geographie
Rochejean liegt auf 919 m über dem Meeresspiegel, etwa 18 Kilometer südsüdwestlich der Stadt Pontarlier (Luftlinie). Das Dorf erstreckt sich im Jura, in der Längsmulde des Val de Mouthe, die hier von einem Talriegel gequert wird, überwiegend auf der linken (nördlichen) Seite des Doubs am Westfuß des Mont d’Or, nahe der Grenze zur Schweiz.
Die Fläche des 24,32 km² großen Gemeindegebiets umfasst einen Abschnitt des französischen Juras. Der zentrale Teil des Gebietes wird von der rund ein Kilometer breiten Längsmulde des Val de Mouthe eingenommen, die in geologisch-tektonischer Hinsicht eine Synklinale des Faltenjuras bildet. Der Doubs mäandriert durch eine weite Talniederung, durchbricht bei Rochejean den schmalen Talriegel und zeichnet nordöstlich des Dorfes einen scharfen Bogen, um danach durch ein klusartiges Tal (nordöstliche Gemeindegrenze) zum Lac de Saint-Point zu fließen. Auf seiner Nordseite wird die Talsenke von der Höhe des Mont de la Croix (1022 m) flankiert.
Nach Süden erstreckt sich das Gemeindeareal in das teils bewaldete, teils mit Weideland bedeckte Gebiet des Höhenrückens, der sich vom Mont d’Or nach Südwesten zum Risoux hinzieht. Es gibt hier keine oberirdischen Fließgewässer, weil das Niederschlagswasser im verkarsteten Untergrund versickert. Die südliche Grenze verläuft in der Grande Combe, die im Einzugsgebiet der Orbe liegt. Im äußersten Osten reicht der Gemeindeboden bis an die Hänge des Mont d’Or. Hier wird mit 1381 m die höchste Erhebung von Rochejean erreicht. Das Gemeindegebiet ist Teil des Regionalen Naturparks Haut-Jura (frz.: Parc naturel régional du Haut-Jura).
Nachbargemeinden von Rochejean sind Les Villedieu und Brey-et-Maison-du-Bois im Westen, Labergement-Sainte-Marie im Norden, Fourcatier-et-Maison-Neuve und Longevilles-Mont-d’Or im Osten sowie die schweizerischen Gemeinden Vallorbe und Le Lieu im Süden.

## Geschichte

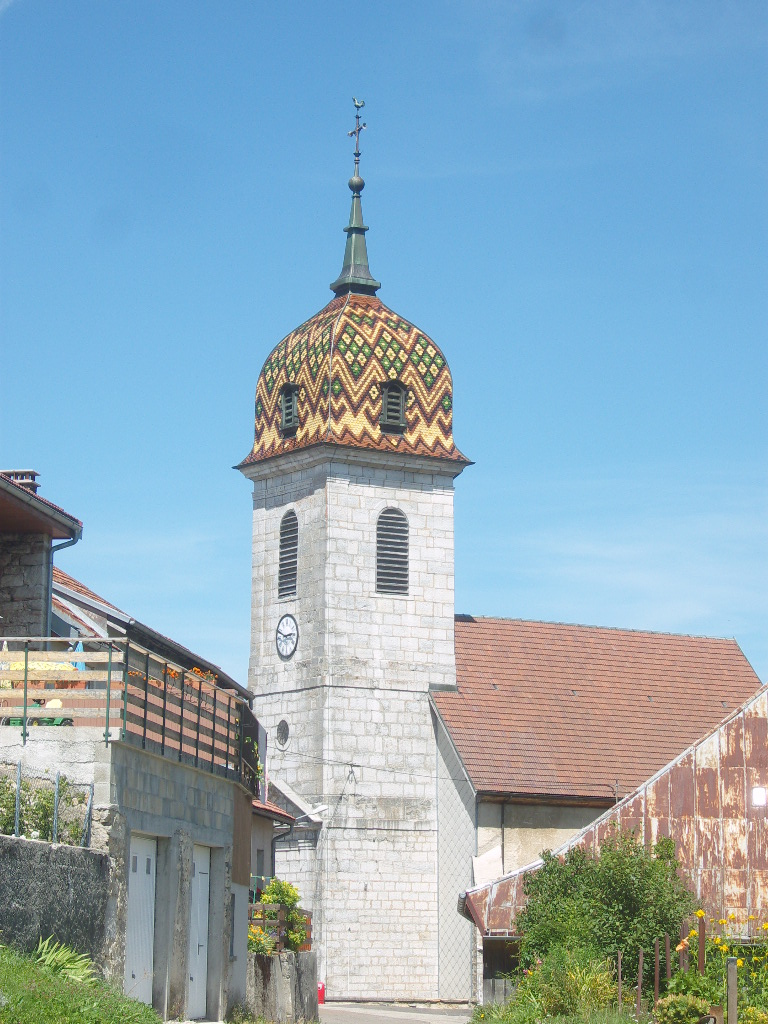
Kirche Saint-Jean-Baptiste

Der Ursprung der Siedlung dürfte auf die Gründung der Burg auf der Roche de Alpe durch Jean von Chalon-Arlay im Jahr 1266 zurückgehen. Seit dem darauffolgenden Jahr hieß die mittelalterliche Burg zu Ehren des Gründers Rochejean. Die Burg und die Siedlung, die sich daneben entwickelte, wurden zum Mittelpunkt einer Herrschaft, die unter der Oberhoheit des Hauses Chalon-Arlay stand. Während des Dreißigjährigen Krieges wurden Burg und Ortschaft von schwedischen Truppen zerstört. Zusammen mit der Franche-Comté gelangte Rochejean mit dem Frieden von Nimwegen 1678 an Frankreich. Seit dem 17. Jahrhundert etablierte sich in Rochejean die Eisenverarbeitung, die ihren Höhepunkt zu Beginn des 19. Jahrhunderts erreichte. Nach einem Brand wurde der Betrieb 1849 eingestellt. Heute ist Rochejean Mitglied des Gemeindeverbandes Lacs et Montagnes du Haut-Doubs.

## Sehenswürdigkeiten
Die Pfarrkirche Saint-Jean-Baptiste stammt aus dem 15. und 16. Jahrhundert und besitzt eine reiche Innenausstattung, darunter eine Statue von Johannes dem Täufer (17. Jahrhundert), eine Kanzel aus dem 17. Jahrhundert und einen Hauptaltar (frühes 19. Jahrhundert). Von der mittelalterlichen Burg aus dem 13. Jahrhundert sind nur noch wenige Überreste erhalten.

## Bevölkerung
| Jahr                       | 1962 | 1968 | 1975 | 1982 | 1990 | 1999 | 2006 | 2018 |
| Einwohner                  | 262  | 261  | 246  | 286  | 389  | 430  | 511  | 692  |
| Quellen: Cassini und INSEE |      |      |      |      |      |      |      |      |

Mit 748 Einwohnern (1. Januar 2022) gehört Rochejean zu den kleinen Gemeinden des Départements Doubs. Nachdem die Einwohnerzahl in der ersten Hälfte des 20. Jahrhunderts abgenommen hatte (1891 wurden noch 407 Personen gezählt), wurde seit Beginn der 1980er Jahre wieder ein deutliches Bevölkerungswachstum verzeichnet.

## Wirtschaft und Infrastruktur
Rochejean war lange Zeit ein vorwiegend durch die Landwirtschaft, insbesondere Milchwirtschaft und Viehzucht, sowie durch die Forstwirtschaft geprägtes Dorf. Daneben gibt es heute einige Betriebe des lokalen Kleingewerbes, darunter Unternehmen der Holzverarbeitung, mechanische Werkstätten und eine Käserei. Mittlerweile hat sich das Dorf auch zu einer Wohngemeinde gewandelt. Viele Erwerbstätige sind Wegpendler, die in den größeren Ortschaften der Umgebung ihrer Arbeit nachgehen.
Als Erholungsort in einem beliebten Ausflugsgebiet im Hochjura profitiert Rochejean heute auch vom Tourismus. Die Gemeinde ist sowohl auf den Sommertourismus (Wandern, Velofahren, Fischen) als auch auf den Wintertourismus (alpiner und nordischer Skisport) ausgerichtet.
Die Ortschaft ist verkehrstechnisch recht gut erschlossen. Sie liegt an einer Departementsstraße, die von Mouthe nach Jougne führt. Weitere Straßenverbindungen bestehen mit Labergement-Sainte-Marie und Les Villedieu. Rochejean besitzt einen Bahnhof an der Eisenbahnlinie von Frasne nach Vallorbe, die 1915 eröffnet wurde. Die Bahnstation befindet sich am Nordportal des 6079 m langen Tunnel du Mont d’Or.